# Filzensattel
Der Filzensattel ist ein 1290 m ü. A. hoher Gebirgspass zwischen Hinterthal/Maria Alm am Steinernen Meer im Pinzgau und Dienten am Hochkönig  in Salzburg. Über den Sattel führt die B 164, die von Saalfelden über den Dientner Sattel nach Bischofshofen führt. Der Filzensattel bildet den niedrigsten Übergang zwischen Filzenkopf (1513 m ü. A.) im Norden und Gabühel (1596 m ü. A.) im Südwesten des Sattels.